# Anomoderus strangulatus
Anomoderus strangulatus är en skalbaggsart som beskrevs av Jean François Villiers 1940. Anomoderus strangulatus ingår i släktet Anomoderus och familjen långhorningar.
Artens utbredningsområde är Madagaskar. Inga underarter finns listade i Catalogue of Life.